# John Hughes (football, 1943)
Pour les articles homonymes, voir John Hughes et Hughes.
John Hughes est un footballeur international puis entraîneur écossais, né le 3 avril 1943, à Coatbridge, North Lanarkshire et mort le 1er août 2022. Évoluant au poste d'attaquant, il est particulièrement connu pour ses saisons au Celtic.
Il compte 8 sélections pour 1 but inscrit en équipe d'Écosse.

## Biographie

### Carrière en club
Natif de Coatbridge, North Lanarkshire, il est formé au Shotts Bon Accord (en) avant de signer en 1960 pour le Celtic où il restera 11 saisons, jouant 416 matches officiels pour 289 buts inscrits (dont 255 matches et 116 matches en championnat), ce qui fait de lui le 6e meilleur buteur de l'histoire du club, alors même qu'il jouait principalement sur les côtés. Il y gagne le surnom de Yogi, en référence au personnage de dessin animé Yogi l'ours.
Avec le Celtic, il se constitua un riche palmarès : 6 titres de champion, 4 Coupes d'Écosse, 5 Coupe de la Ligue écossaise et 1 Coupe d'Europe des clubs champions.
Il fait effectivement partie des Lisbon Lions, la fameuse équipe du Celtic qui a remporté la Coupe d'Europe des clubs champions en 1967, ce qui constituait la première victoire dans cette compétition pour un club britannique, et, à ce jour, la seule victoire pour un club écossais. Il ne joua malheureusement pas la finale (remportée 2-1) contre l'Inter Milan pour cause de blessure, mais il fut autorisé à recevoir la médaille récompensant le vainqueur et à inscrire cette victoire à son palmarès, ayant joué le nombre suffisant de rencontres lors du parcours européen du club.
Il joua une autre finale de Coupe d'Europe des clubs champions en 1970, perdue contre le Feyenoord Rotterdam 2-1 après prolongation. 
Il quitta le Celtic en 1971 pour le club anglais de Crystal Palace, dans un transfert double avec Willie Wallace d'un montant de 30 000 livres sterling. Il rejoignit ensuite Sunderland en janvier 1973, pour 35 000 livres sterlling, mais il fut blessé lors de son premier match avec son nouveau club, après seulement 15 minutes de jeu, et il mit prématurément fin à sa carrière à 30 ans.
Après sa retraite de joueur, il se reconvertit comme entraîneur, d'abord de l'équipe amateur de Baillieston, puis de Stranraer en 1975-76.
Son frère, Billy (en), fut aussi footballeur professionnel international écossais (1 sélection en 1975) et ils jouèrent tous les deux à Sunderland en même temps.

### Carrière internationale
John Hughes reçoit 8 sélections en faveur de l'équipe d'Écosse. Il joue son premier match, le 8 mai 1975, pour un match nul 0-0, à l'Hampden Park de Glasgow, contre l'Espagne en match amical. Il reçoit sa dernière sélection, le 21 septembre 1969, pour un match nul 1-1, au Dalymount Park de Dublin, contre l'Eire en match amical. Il inscrit 1 but lors de ses 8 sélections.
Il participe avec l'Écosse aux éliminatoires de la Coupe du monde 1966, à ceux de la Coupe du monde 1970, à ceux de l'Euro 1968 et au British Home Championship de 1966.

#### Buts internationaux
| no | Date            | Lieu                  | Adversaire | Score final | Compétition                  |
| -- | --------------- | --------------------- | ---------- | ----------- | ---------------------------- |
| 1  | 24 février 1968 | Hampden Park, Glasgow | Angleterre | 1-1         | éliminatoires de l'Euro 1968 |

## Palmarès

### Comme joueur
- Celtic :
  - Vainqueur de la Coupe d'Europe des clubs champions en 1967
  - Champion d'Écosse en 1965-66, 1966-67, 1967-68, 1968-69, 1969-70 et 1970-71
  - Vainqueur de la Coupe d'Écosse en 1965, 1967, 1969 et 1971
  - Vainqueur de la Coupe de la Ligue écossaise en 1966, 1967, 1968, 1969 et 1970
  - Vainqueur de la Glasgow Cup en 1962, 1964, 1965, 1967, 1968 et 1970
  - Vainqueur de la Glasgow Merchants Charity Cup en 1961
  - Vainqueur de la CNE Cup of Champions (en) en 1968
  - Finaliste de la Coupe d'Europe des clubs champions en 1970
  - Finaliste de la Coupe intercontinentale en 1967